# Damien Woody
(en) Statistiques sur pro-football-reference
Damien Michael Woody, né le 3 novembre 1977, est un joueur américain professionnel de football américain ayant évolué au poste d'offensive guard et de centre.
Comme étudiant (amateur), il joue en chez les Eagles de Boston College au sein de la NCAA Division I FBS. Il désire jouer en National Football League comme professionnel et est sélectionné par les Patriots de la Nouvelle-Angleterre lors de la draft 1999 de la NFL au premier tour. Il y reste jusqu'en fin de saison 2003. Agent libre, il signe en 2004 chez les Lions de Détroit. Il termine sa carrière chez les Jets de New York, ne jouant que lors de la saison 2011. 
Il est désigné au Pro Bowl en 2002. Il remporte avec l'équipe des Patriots le Super Bowl XXXVI et le Super Bowl XXXVIII. Polyvalent, il a joué à tous les postes de la ligne offensive au niveau professionnel. 
Après sa carrière professionnelle, il devient en 2011 commentateur sportif pour la chaîne ESPN. 